# Entrevue de Bayonne (1565)

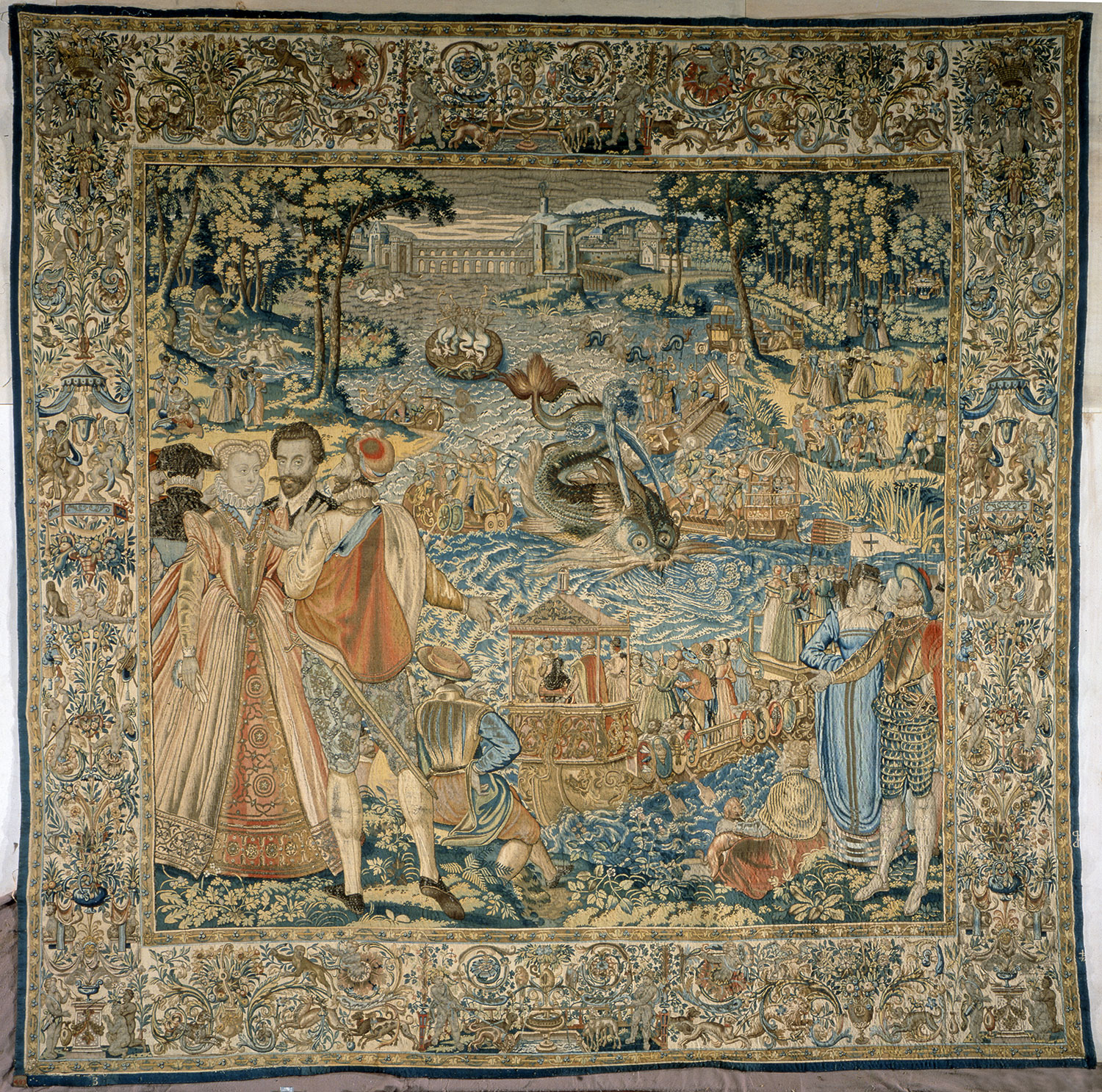
Tapisserie représentant les festivités organisées au cours de l'entrevue.

Pour l’article homonyme, voir Entrevue de Bayonne (1808).
L'entrevue de Bayonne a lieu du 15 juin au 2 juillet 1565 entre Catherine de Médicis et Ferdinand Alvare de Tolède, duc d'Albe, lors du grand tour de France du jeune roi Charles IX.
Catherine désirant revoir sa fille aînée, Élisabeth, mariée au roi d'Espagne, Philippe II, celui-ci se fit représenter par le duc d'Albe, soldat énergique et diplomate astucieux qui avait pour mission d'amener Catherine de Médicis à réprimer l'hérésie protestante par toutes les voies de rigueur nécessaires. La reine mère voulait, elle, marier sa fille Marguerite — la future reine Margot — au fils de Philippe II, don Carlos d'Espagne.
Cette entrevue demeura infructueuse, mais les protestants y ont vu a posteriori, l'annonce de la Saint-Barthélemy.